# IPS Computer Group
IPS Computer Group (International Publishing Service Computer Group) – założona przez Grzegorza Onichimowskiego firma dystrybuująca zagraniczne gry komputerowe w Polsce.
Onichimowski był pod koniec lat 80. XX wieku redaktorem Bajtka i zauważył rosnące znaczenie komputeryzacji oraz ducha przedsiębiorczości rodzącego się w Polsce i Czechach. Podczas pracy w redakcji poznał Anwara Fancy’ego, który został dystrybutorem sprzętu marki Commodore na Polskę. Onichmowski podjął się obsługi serwisowej sprzętu w Polsce.
W roku 1991 podczas meczu Polska-Turcja w eliminacjach do Mistrzostw Europy w Piłce Nożnej 1992 na Stadionie Legii odbył się pokaz komputerów Commodore. Jednym z uczestników spotkania był Tony King, który poznał Onichimowskiego i namówił go na zajęcie się rynkiem oprogramowania (Kinga wysłały brytyjskie studia, by sprawdził, jak to możliwe, że sprzedaż sprzętu w Polsce jest wysoka, a oprogramowania – praktycznie zerowa).
Onichimowski po wizycie w siedzibie Electronic Arts uzyskał we wrześniu 1991, licencję na kopiowanie dyskietek w Polsce. By dodatkowo ograniczyć koszty, w Polsce powstawały instrukcje do gier. Pudełka były wysyłane pocztą z Wielkiej Brytanii. Gotowe gry foliowano (jako jeden z nielicznych produktów w Polsce) przed rozesłaniem do niewielkich sklepów za pośrednictwem hurtowni. Sprzedaż oryginalnych gier opłacała się od początku, mimo wszechobecnego wtedy piractwa – nakłady sięgały nawet 1000 sztuk. Na samym początku dystrybuowano 8 tytułów, takich jak Chuck Yeager Air Combat, Centurion, Battle Chess II i inne. Pierwsze hasło reklamowe brzmiało "Bądź oryginalny, kup oryginał".
Kolejne wizyty na targach ECTS skutkowały nawiązaniem współpracy dystrybucyjnej z Virgin Games, Westwood czy MicroProse. Intensywny rozwój zahamował wraz z wprowadzeniem nośników CD, gdyż – odwrotnie, niż przy dyskietkach, gdzie IPS rozliczał się ze sprzedaży – tu należało z góry zapłacić za cały zakupiony nakład, zmniejszała się też różnica cen. Dodatkowo wydawcy zaczynali odczuwać chęć pomijania pośredników i bezpośredniej obecności w Polsce. Firma wprowadziła też serię Kolekcja Klasyki Komputerowej oraz Zielona Seria, które były próbą wysondowania przez firmę, czy gracze skłonni są kupić oryginalną grę, nawet, jeśli będzie to produkcja nieco starsza.
W późniejszej fazie istnienia IPS zajmował się również lokalizacją gier. Pierwszy tytuł w polskiej wersji językowej w ofercie IPS to Syndicate, która sprzedano w nakładzie około 1500 sztuk. Firma miała ambicję lokalizowania każdej produkcji wprowadzanej na polski rynek, jak też (niezrealizowane) plany lokalizacji gier konsolowych na CD.
W 1994 roku utworzono spółkę zależną Licomp Empirical Multimedia. W kolejnych latach, IPS poszerzył swoją ofertę o produkty Cryo, Nova Logic, Origin, Anco, Fox Interactive, LucasArts, Delphine, Adeline Software, Bullfrog i Lego Media.